# Ždánice (Žďár nad Sázavou-i járás)
Ždánice település Csehországban, a Žďár nad Sázavou-i járásban. Ždánice Bystřice nad Pernštejnem és Písečné településekkel határos. Lakosainak száma 236 fő (2024. január 1.).

## Népesség
A település lakosságának változását az alábbi diagram mutatja:
| Lakosok száma | 297  | 277  | 198  | 215  | 186  | 187  | 218  | 231  | 231  | 236  |
|               | 1869 | 1890 | 1921 | 1950 | 1980 | 2001 | 2017 | 2019 | 2022 | 2024 |